# Маккэлани, Холт
Холт Маккэлани (англ. Holt McCallany), при рождении Холт Куинн Маккэлани (англ. Holt Quinn McAloney; род. 3 сентября 1963, Нью-Йорк, США) — американский актёр, сценарист и продюсер. Наиболее известен ролью Билла Тенча в сериале «Охотник за разумом».

## Биография
Маккэллани родился 3 сентября 1963 года в Нью-Йорке в семье театралов. Его мать, Джули Уилсон (1924—2015), была американской певицей и актрисой, «признанной королевой кабаре», а его отец, Майкл Маккэлани (1924—2000), был ирландским актером и продюсером, наиболее известным своей удостоенной премии Тони постановкой «Парня из Борстальской тюрьмы» Брендана Бехана (автобиографической пьесы о молодом члене Ирландской республиканской армии, ставшей первой ирландской постановкой, получившей высшие награды на Бродвее).
Отец Холта хотел дать сыновьям классическое образование, поэтому отправил его с братом жить в Дублин в другую семью. В Ирландии Холт посещал Национальную школу в Хауте. Однако после развода родителей братья вернулись в США. Сначала Холт учился в школе в Нью-Джерси, а затем был отправлен жить с бабушкой и дедушкой по материнской линии в Омаху, штат Небраска, где позже был исключен из Крейтонской школы (Creighton Preparatory School). В возрасте 14 лет он сбежал из дома и сел на автобус, следующий в Лос-Анджелес, чтобы осуществить свою мечту стать актером. Однако, в итоге Холт получил работу на производстве, где   разгружал грузовики. Через какое-то время родители разыскали его и отправили обратно в Ирландию, а именно в Newbridge College в графстве Килдэр.
Вскоре Холт покинул Ирландию, а в 1981 году всё-таки окончил Крейтонскую школу. Затем он отправился во Францию, чтобы изучать французский язык — в Сорбонне, искусство — в Парижской Американской академии, а затем театр — в L'école Marcel Marceau и L'école Jacques Lecoq. После лета в Оксфордском университете будущий актер отправился на Эдинбургский фестиваль с постановкой «Двенадцатой ночи». Далее, его ждали Нью-Йорк и профессиональная актерская карьера.
Сначала Холт был актером-стажером на Шекспировском фестивале в Кливленде (сродни Тому Хэнксу). Вернувшись в Нью-Йорк, он стал дублёром в постановке «Билокси Блюз» на Бродвее. Холт исполнял второстепенные роли в фильмах «Военные потери», «Чужой 3», «Калейдоскоп ужасов 2», «В поисках одноглазого Джимми», «Шлюха», «Парни что надо». Сыграв легендарного тренера по боксу Тедди Атласа в телефильме HBO «Тайсон», Холт стал сторонником благотворительного фонда «Атлас» — организации, помогающей семьям, испытывающим медицинские и финансовые трудности.
В период с 1999 по 2009 год Холт снимался в фильмах «Бойцовский клуб», «Военный ныряльщик» и «Альфа Дог», а также в сериале «Герои». В 2010 году он сыграл в комедийном боевике «Лузеры» в компании таких актеров, как Джеффри Дин Морган, Зои Салдана, Крис Эванс и Идрис Эльба. А в 2011 году — стал звездой телесериала «Тушите свет», исполнив роль боксера Патрика Лири, сражающегося не только с противниками на ринге, но и со своим слабоумием.
С 2012 по 2020 год актера можно было увидеть в таких проектах, как «Неудержимый», «Охотники на гангстеров», «Ночной беглец», «Выстрел в пустоту», «Чудо на Гудзоне» и «Гренландия». Кроме того, с 2017 года Холт занят в основном актерском составе сериала Netflix «Охотник за разумом».
В апреле 2021 года на экраны вышел новый фильм Гая Ричи «Гнев человеческий», в котором Холт сыграл персонажа по кличке Пулемет. В 2021 году выйдет эшкн-триллер «Ледяной драйв» при участии актера.

## Фильмография
| Год  |   | Русское название                       | Оригинальное название                     | Роль                      |
| ---- | - | -------------------------------------- | ----------------------------------------- | ------------------------- |
| 1987 | ф | Калейдоскоп ужасов 2                   | Creepshow 2                               | Сэм Уайтмун               |
| 1988 | ф | Вымогательство                         | Shakedown                                 | офицер блокпоста          |
| 1989 | ф | Военные потери                         | Casualties of War                         | лейтенант Креймер         |
| 1992 | ф | Чужой 3                                | Alien 3                                   | Джуниор                   |
| 1995 | ф | Шлюха                                  | Jade                                      | Билл Барретт              |
| 1997 | ф | Миротворец                             | The Peacemaker                            | Марк Эпплтон              |
| 1999 | ф | Бойцовский клуб                        | Fight Club                                | «Механик»                 |
| 2000 | ф | Военный ныряльщик                      | Men of Honor                              | Дилан Рурк                |
| 2002 | ф | Глубина                                | Below                                     | лейтенант Пол Лумис       |
| 2006 | ф | Альфа Дог                              | Alpha Dog                                 | детектив Том Финнеган     |
| 2010 | ф | Лузеры                                 | The Losers                                | Уэйд                      |
| 2012 | ф | Охотники на гангстеров                 | Gangster Squad                            | Карл Леннокс              |
| 2012 | ф | Неудержимый                            | Bullet to the Head                        | Хэнк Грили                |
| 2015 | ф | Ночной беглец                          | Run All Night                             | Фрэнк                     |
| 2015 | ф | Кибер                                  | Blackhat                                  | Джессап                   |
| 2015 | ф | Защитник                               | Concussion                                | невролог                  |
| 2016 | ф | Чудо на Гудзоне                        | Sully                                     | Майк Клири                |
| 2016 | ф | Монстр-траки                           | Monster Trucks                            | Берк                      |
| 2016 | ф | Джек Ричер 2: Никогда не возвращайся   | Jack Reacher: Never Go Back               | полковник Сэм Морган      |
| 2017 | ф | Выстрел в пустоту                      | Shot Caller                               | Джерри Мэннинг / Зверь    |
| 2020 | ф | Гренландия                             | Greenland                                 | пилот                     |
| 2021 | ф | Гнев человеческий                      | Wrath of Man                              | Пулемёт                   |
| 2021 | ф | Ледяной драйв                          | The Ice Road                              | Рене Лампард              |
| 2021 | ф | Аллея кошмаров                         | Nightmare Alley                           | Андерсон                  |
| 2023 | ф | Стальная хватка                        | The Iron Claw                             | Фриц фон Эрих             |
| 2025 | ф | Новичок                                | Amateur                                   | директор Мур              |
| 2025 | ф | Миссия невыполнима: Финальная расплата | Mission: Impossible – The Final Reckoning | министр обороны Бернштейн |